# Stuhldrainagesystem
Stuhldrainagesysteme werden vor allem in Krankenhäusern eingesetzt und können bettlägerige Menschen, die zum Beispiel durch Antibiotika, Schonkost oder Krankheitserreger wie z. B. Clostridium difficile an dünnflüssigem Durchfall leiden, vor schweren Hautirritationen bewahren und deren Hygiene fördern. Die Systeme dienen der vorübergehenden Ableitung und dem Auffangen von dünnflüssigen bis halbfesten Stuhl. Stuhldrainagesysteme werden meist bei Patienten auf der Intensivstation eingesetzt.

## Unterscheidungen zwischen den Systemen
Es gibt Mittlerweile eine Vielzahl an Systemen zur Drainage des Stuhlgangs. Am bekanntesten sind invasive Stuhldrainagesysteme die in den After eingeführt werden und dort mittels kleinem Ballon fixiert werden. Jedoch gibt es auch nicht invasive Systeme, bei der z. B. sog. Fäkalkollektoren an den Anus geklebt werden. Bei beiden Gruppen gibt es unterschiedliche Produkte mit unterschiedlicher Anwendungsdauer. Diese kann von einigen Minuten bis Stunden, zu mehreren Wochen bis zu einem Monat reichen.

## Funktionsweise invasiver Systeme
Invasive Stuhldrainagesysteme bestehen i. d. R. aus einem weichen, flexiblen Silikonschlauch, einer Spritze zum Spülen und einem Auffangbeutel, der Auffangbeutel wird i. d. R. nach 24 Stunden erneuert. Der Schlauch wird in das Rektum eingeführt und passt sich der Anatomie des Schließmuskels an. Am „Kopf“ des Katheters sitzt ein kleiner ringförmiger Ballon, der nach seiner Positionierung mit Wasser gefüllt wird und so das Herausrutschen des Systems verhindert. Durch die ringförmige Öffnung im Ballon wird der Stuhl dann über den Katheter in den Auffangbeutel geleitet. Sobald dieser voll ist, kann er problemlos ausgetauscht oder ausgeleert werden.

## Auswirkung in der Praxis
- Durch die Anwendung des Stuhldrainagesystems tritt der Stuhl nicht mehr unkontrolliert aus, dadurch kommt der Stuhl nicht an offene Wunden z. B. in der Region des Gesäßes.
- Die Geruchsneutralität bleibt gewahrt.
- Zudem bleibt die Patientenwürde erhalten, denn unwürdige und für die Betroffenen oft peinliche Situationen werden durch den Einsatz des Katheters vermieden.
- Die Gefahr einer Infektionsausbreitung sowie Hautirritationen, etwa durch Wundliegen, werden reduziert, da der Stuhl in dem Beutel aufgefangen wird.
- Die Verwendung des Stuhldrainagesystems reduziert die Behandlungskosten auf Pflegestationen. Ohne eine solche Versorgung ist ein dreimal täglicher Wäschewechsel, bedingt durch den unkontrollierbaren Durchfall, wahrscheinlich. Werden Pflegezeit, Wäsche- und Wäschereikosten addiert, entstehen höhere Kosten als bei der Verwendung des Systems.